# Olsen Banden og den Russiske Juvel
Olsen-banden og Den Russiske Juvel er en musical fra 2008, der er baseret på filmserien Olsen-banden.
Manuskriptet blev skrevet af Anders Thomas Jensen.
Musicalen blev ikke vel modtaget af den danske anmelderstab.

## Medvirkende
- Egon Olsen - Kirsten Lehfeldt
- Benny Frandsen - Søren Østergaard
- Kjeld Jensen - Amin Jensen
- Yvonne Jensen - Lene Maria Christensen